# Clyde River (Neuseeland)
Der Clyde River ist ein 18 km langer Fluss in der Region Canterbury auf der Südinsel von Neuseeland.

## Geographie
Der Clyde River wird durch den Zusammenfluss des Frances River mit dem McCoy Stream gebildet. Sein zunächst südsüdöstlicher Verlauf wird durch die Gebirgskette der Cloudy Peak Range im Westen und der Froude Range, der Armoury Range und der Jollie Range im Osten begleitet. Auf seinem letzten Abschnitt westlich der Potts Range fließt der Clyde River gen Süden und bildet zusammen mit dem Havelock River den Rangitata River. Neben zahlreichen Creeks und Streams sind die Flüsse Sinclair River und Lawrence River die einzigen Nebenflüsse des Clyde River.